# Onciale 086
L'Onciale 086 (numerazione Gregory-Aland; "ε 35" nella numerazione Soden), è un codice manoscritto onciale del Nuovo Testamento, in lingua greca, datato paleograficamente al VI secolo.

## Descrizione
Il codice è composto da 3 spessi fogli di pergamena di 270 per 230 mm, contenenti brani il testo del Vangelo secondo Giovanni (1,23-26; 3,5-4:23-35.45-49). Il testo è scritto in due colonne per pagina e 20 linee per colonna.

### Critica testuale
Il testo del codice è rappresentativo del tipo testuale misto. Kurt Aland lo ha collocato nella Categoria III.

## Storia
Il codice è conservato alla British Library (Or. 5707) a San Pietroburgo.